# جایزه بزرگ آرژانتین ۱۹۷۸
جایزه بزرگ آرژانتین ۱۹۷۸ (انگلیسی: ‎1978 Argentine Grand Prix‎) یک مسابقهٔ موتوری در رشتهٔ اتومبیل‌رانی فرمول یک بود که در تاریخ ۱۵ ژانویهٔ ۱۹۷۸ در پیست اتومبیل‌رانی اسکار آلفردو گالوز واقع در بوئنوس آیرس، آرژانتین برگزار شد. این گراند پری در میان ۱۶ گراند پری در فصل ۱۹۷۸، مسابقهٔ شمارهٔ ۱ بود.
در این مسابقه که در ۵۲ دور و به مسافت ۳۰۲٫۱۲ کیلومتر (۱۸۷٫۷۲۹ مایل) برگزار شد، پول پوزیشن توسط ماریو اندرتی کسب شد و سریع‌ترین زمان برای طی یک دور پیست که برابر با ۱:۴۹٫۷۶ بود نیز توسط ژیل ویلنوو به ثبت رسید.
ماریو اندرتی از تیم لوتوس-فورد، نیکی لائودا از تیم برابام-آلفا رومئو و پاتریک دیپلر از تیم تایرل-فورد به‌ترتیب مقام‌های اول تا سوم مسابقه را کسب کردند.

## رده‌بندی قهرمانی پس از مسابقه
| جایگاه | راننده       | امتیاز |
| ------ | ------------ | ------ |
| ۱      | ماریو اندرتی | ۹      |
| ۲      | نیکی لائودا  | ۶      |
| ۳      | پاتریک دیپلر | ۴      |
| ۴      | جیمز هانت    | ۳      |
| ۵      | رونی پیترسن  | ۲      |
| منبع:  |              |        |

| جایگاه | سازنده            | امتیاز |
| ------ | ----------------- | ------ |
| ۱      | لوتوس-فورد        | ۹      |
| ۲      | برابام-آلفا رومئو | ۶      |
| ۳      | تایرل-فورد        | ۴      |
| ۴      | مک‌لارن-فورد       | ۳      |
| منبع:  |                   |        |

یادداشت
- تنها پنج جایگاه نخست از هر رده‌بندی نمایش داده شده است.